# Germigny-sous-Coulombs
Germigny-sous-Coulombs är en kommun i departementet Seine-et-Marne i regionen Île-de-France i norra Frankrike. Kommunen ligger i kantonen Lizy-sur-Ourcq som tillhör arrondissementet Meaux. År 2022 hade Germigny-sous-Coulombs 203 invånare.

## Befolkningsutveckling
Antalet invånare i kommunen Germigny-sous-Coulombs
| Referens: INSEE |